# Opfinder
En opfinder er en person, som skaber nye opfindelser, typisk mekaniske eller elektriske maskiner eller andre apparater med praktiske anvendelser.